# Thiền siêu việt

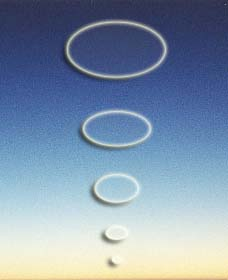
Minh họa thiền siêu việt

Thiền siêu việt (Transcendental Meditation) đề cập đến một hình thức thiền định dùng thần chú và sự im lặng; và các tổ chức cấu thành phong trào Thiền siêu việt. Maharishi Mahesh Yogi đã tạo ra và giới thiệu kỹ thuật Thiền siêu việt và phong trào này ở Ấn Độ vào giữa những năm 1950.
Dựa trên những lời dạy của người hướng dẫn Guru Dev, Maharishi đã truyền dạy cho hàng nghìn người trong một loạt các chuyến du hành vòng quanh thế giới từ năm 1958 đến năm 1965, thể hiện những lời dạy của ông về mặt tâm linh và tôn giáo. Thiền siêu việt trở nên phổ biến hơn vào những năm 1960 và 1970, khi Maharishi chuyển sang cách trình bày mang tính kỹ thuật hơn, và kỹ thuật thiền của ông đã được những người nổi tiếng thực hành. Vào thời điểm này, ông bắt đầu đào tạo giáo viên Thiền siêu việt và thành lập các tổ chức chuyên biệt để giới thiệu môn thiền này cho các phân khúc dân cư cụ thể như doanh nhân và sinh viên. Đến đầu những năm 2000, Thiền siêu việt đã được dạy cho hàng triệu người; tổ chức Thiền siêu việt trên toàn thế giới đã phát triển để bao gồm các chương trình giáo dục, sản phẩm sức khỏe và các dịch vụ liên quan.
Kỹ thuật Thiền siêu việt bao gồm việc sử dụng âm thanh được sử dụng trong âm thầm gọi là thần chú, và được thực hành trong 15–20 phút hai lần mỗi ngày. Nó được giảng dạy bởi các giáo viên được chứng nhận thông qua một khóa học tiêu chuẩn, có mức phí thay đổi theo quốc gia. Theo phong trào Thiền Siêu Việt, đây là một phương pháp phi tôn giáo để thư giãn, giảm căng thẳng và phát triển bản thân. Kỹ thuật này đã được coi là cả tôn giáo  và phi tôn giáo; các nhà xã hội học, học giả, thẩm phán và tòa án New Jersey nằm trong số những người đã bày tỏ quan điểm về nó là tôn giáo hay phi tôn giáo. Tòa phúc thẩm Hoa Kỳ vẫn giữ nguyên phán quyết của liên bang rằng Thiền siêu việt  về cơ bản là "có bản chất tôn giáo" và do đó không thể được dạy trong các trường công lập.
Nghiên cứu khoa học về thực hành thiền dường như không có quan điểm lý thuyết chung và được đặc trưng bởi chất lượng phương pháp luận kém. Hiện tại không có kết luận chắc chắn về tác dụng của việc thực hành thiền trong chăm sóc sức khỏe dựa trên các bằng chứng có sẵn.

## Lịch sử

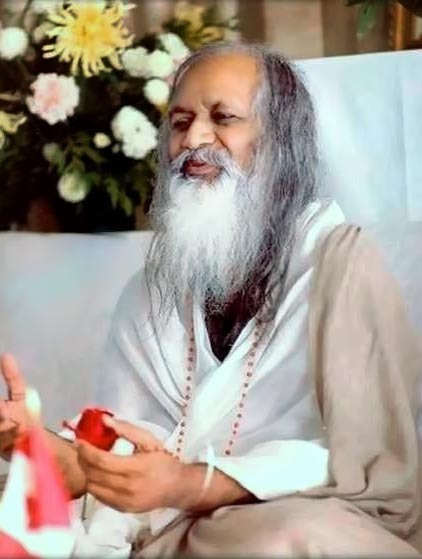
Maharishi Mahesh Yogi ở Huntsville, Canada tháng 1 năm 1978

Theo học giả tôn giáo Kenneth Boa (1990) trong cuốn sách của mình-Giáo phái, Thế giới Tôn Giáo và Huyền Bí (Cults, World Religions and the Occult) ông viết Kỹ thuật Thiền siêu việt là kỹ thuật bắt nguồn từ trong các trường học về Khoa học Vệ Đà của Ấn Độ, nhiều lần khẳng định ông nói về sách của Maharishi như Khoa học Sự Sống và Nghệ thuật Sống (Science of Being and the Art of Living) và Bình luận về Bhagavad Gita (Commentary on the Bhagavad Gita). Boa đã viết: Maharishi Maharishi Mahesh Yogi "làm rõ" rằng Thiền Siêu Việt được đem đến cho loài người khoảng 5.000 năm trước bởi thần Hindu Krishna. Kỹ thuật này sau đó bị mất, nhưng phục hồi trong một thời gian bởi Đức Phật. Nó đã bị thất truyền một lần nữa, nhưng được tái phát hiện trong thế kỷ thứ 9 sau Công Nguyên và được nhà triết học Hindu-Shankara lưu truyền một thời gian. Cuối cùng, nó đã được hồi sinh bởi Brahmananda Saraswati (Guru Dev) và chân truyền lại cho Maharishi vào năm 1941. Sau đó Maharish đã đơn giản hóa phương pháp này để mọi tầng lớp công chúng đều có thể thực hành một cách dễ dàng.
Maharishi đã phát triển Khoa học trí tuệ sáng tạo - Science of Creative Intelligence (SCI) - một hệ thống các nguyên tắc lý thuyết để làm nền tảng kỹ thuật thiền này. Những công nghệ bổ sung cũng được thêm vào chương trình Thiền siêu việt, trong đó có "những kỹ thuật nâng cao" như chương trình TM-Sidhi (kể cả Yoga bay).
Tương tự George Chryssides tìm ra rằng Maharishi và Guru Dev xuất thân từ truyền thống Shankara của Advaita Vedanta.
Peter Russell trong "Kỹ thuật Thiền Siêu Việt" nói rằng Maharishi tin rằng từ thời của kinh Vệ Đà, kiến thức này hết lần này đến lần khác bị mất rồi lại được tìm thấy nhiều lần, như được mô tả trong phần giới thiệu các bình luận của Maharishi về Bhagavad-Gita. Sự hồi sinh của kiến thức chủ yếu tái sinh trong Bhagavad-Gita, và trong những lời dạy của Đức Phật và Shankara. Chryssides lưu ý rằng, ngoài việc phục hưng của kỹ thuật Thiền Siêu Việt bởi Krishna, Đức Phật và Shankara, Maharishi cũng rút ra được từ Yoga Sutra của Patanjali khi phát triển kỹ thuật Thiền Siêu Việt.
Bromley cũng cho rằng kỹ thuật này dựa trên Triết lý Khoa học cổ đại Ấn Độ và sự truyền dạy từ Krishna, Đức Phật, và Shankara. Vimal Patel cũng đã viết rằng Maharishi cũng rút ra được từ Yoga Sutra của Patanjali khi phát triển kỹ thuật Thiền Siêu Việt.
Lúc đầu, kỹ thuật Thiền Siêu Việt đã được đưa vào các mục thuộc về tôn giáo trong những năm 1950, nhưng quan điểm này đã thay đổi mạnh mẽ do các xác minh khoa học trong những năm 1970. Sự thay đổi này đã được cho là một nỗ lực để cải thiện quan hệ công chúng của nó, và như là một cố gắng để cho phép kỹ thuật Thiền Siêu Việt được giảng dạy trong các trường công.
Thiền Siêu Việt đã được Maharishi Mahesh Yogi (1914-2008) truyền bá ra thế giới vào giữa những năm 1950 bắt đầu tại Ấn Độ. Thiền Siêu Việt đã được nhiều người biết đến trên thế giới khi Maharishi bắt đầu chuyến du hành truyền bá của mình tới các nước ở châu Mỹ, châu Âu, châu Á, châu Phi, châu Úc, và trở thành một phương pháp mang tính toàn cầu vào những năm 1960.